# Саланов Олексій Михайлович
Олексій Михайлович Саланов (27 березня 1907, місто Курмиш Симбірської губернії, тепер село Нижньогородської області, Російська Федерація — 25 жовтня 1968, місто Горький, тепер місто Нижній Новгород, Російська Федерація) — радянський державний діяч, голова виконавчого комітету Горьковської обласної ради. Депутат Верховної ради Російської РФСР 2—3-го скликань. Депутат Верховної ради СРСР 3—4-го скликань (в 1953—1958 роках).

## Життєпис
Народився в бідній селянській родині. До 1925 року працював у сільському господарстві батька і одночасно навчався в школі II ступеня.
У 1925—1927 роках — відповідальний секретар Курмиського волосного комітету ВЛКСМ Ульяновської губернії.
У 1927—1930 роках — студент економічного факультету Казанського державного університету імені Леніна, здобув спеціальність економіст-плановик.
Член ВКП(б) з 1928 року.
У 1930—1931 роках — директор індустріально-технічного технікуму в Єлабузькому районі Татарської АРСР.
У 1931—1932 роках — завідувач агітаційно-пропагандистського відділу Єлабузького районного комітету ВКП(б) Татарської АРСР.
У 1932—1933 роках — на відповідальній роботі в комітеті ВКП(б) заводу № 40 імені Леніна міста Казані.
У 1933—1935 роках — заступник начальника, начальник політичного відділу машинно-тракторної станції в Татарській АРСР.
У лютому 1935 — вересні 1937 року — 1-й секретар Кайбицького районного комітету ВКП(б) Татарської АРСР.
У вересні 1937 — квітні 1940 року — завідувач сільськогосподарського відділу Татарського обласного комітету ВКП(б).
У квітні 1940 — жовтні 1941 року — інструктор відділу партійних кадрів Управління кадрів ЦК ВКП(б).
У жовтні 1941 — серпні 1942 року — 3-й секретар Челябінського обласного комітету ВКП(б).
У серпні 1942 — травні 1945 року — відповідальний організатор Управління кадрів ЦК ВКП(б).
У травні 1945 — 10 травня 1947 року — 2-й секретар Кіровського обласного комітету ВКП(б).
З травня по вересень 1947 року — в розпорядженні ЦК ВКП(б).
У вересні 1947 — березні 1950 року — представник Ради у справах колгоспів при Раді міністрів СРСР по Горьковській області.
17 березня 1950 — 2 вересня 1955 року — голова виконавчого комітету Горьковської обласної ради депутатів трудящих. Звільнений з посади як такий, що «не справляється з роботою».
У жовтні 1955 — липні 1957 року — начальник Горьковського обласного управління радгоспів.
У липні 1957 — червні 1962 року — голова Горьковської обласної Спілки споживчих товариств.
З червня 1962 року — персональний пенсіонер у місті Горькому.
Помер 25 жовтня 1968 року в місті Горькому (Нижньому Новгороді). Похований на «Красному кладовищі» Нижнього Новгорода.

## Нагороди
- орден «Знак Пошани» (26.04.1944)
- медаль «За оборону Москви»
- медаль «За оборону Кавказу»
- медаль «За доблесну працю у Великій Вітчизняній війні 1941—1945 рр.»
- медалі